# Iani Martín Verón
Iani Martín Verón (La Plata, 1986. június 21. –) argentin labdarúgó, korábban tagja volt a Ferencvárosi TC keretének. Édesapja, Juan Ramón Verón szintén labdarúgó volt. Bátyja, Juan Sebastián Verón válogatott játékos.

## Pályafutása
2009 óta tagja az Estudiantes első számú csapatának, azonban nem lépett pályára a klub színeiben.
2010. augusztus 30-án bejelentették, hogy egy 1 éves kölcsönszerződés keretében a magyar Ferencváros csapatához igazolt.
A tartalékcsapatban két mérkőzésen lépett pályára, mindkétszer csereként. Debütálására 2010. szeptember 25-én került sor a Szigetszentmiklós ellen, majd egy hónappal később október 23-án a Budaörs otthonában kapott játéklehetőséget, ahol begyűjtött egy sárga lapot.
2010. telén távozott a Ferencvárostól.

## Külső hivatkozások
- Profil a Ferencváros hivatalos honlapján (magyarul)
- Iani Martín Verón adatlapja a HLSZ.hu-n (magyarul)
- Profil a bdfa.com-on (spanyolul)
- Interjú Iani Martín Verónnal – 2010. október 25., Origo